# الحزب الشيوعي العمالي العراقي
الحزب الشيوعي العمالي العراقي هو حزب سياسي ماركسي عراقي يتزعمهُ سمير عادل. تأسّسَ الحزب في تموز/يوليو 1993 من خلال اندماج عددٍ منَ المجموعات الشيوعية.  عارضَ الحزب نظام صدام حسين كما عارضَ نظام الإدارة الجديدة الذي يعتمدُ بشكل شبه كلّي على الإدارة الأمريكية. خلال حُكم حزب البعث؛ تعرّض الحزب الشيوعي العمّالي للاضطهاد فاضطر للعمل في المقام الأول في منطقة كردستان كما عمل على تأسيس مكاتب له في الخارج وبالتحديد في المملكة المتحدة وأستراليا. تعرّضَ الحزب للاضطهاد في كردستان بحلول عام 2000 وذلك بسبب رغبة حزب الاتحاد الوطني الكردستاني في السيطرة على السلطة وحده. زادت شهرة الحِزب بفضلِ مشاركته في مجالس اتحاد العمال والنقابات العمالية في العراق هذا فضلا عن دوره المهم في منظمة حرية المرأة في العراق واتحاد العاطلين عن العمل في العراق كذلك. رغبة منهُ في توسيع نفوذه؛ قامَ الحزب الشيوعي العمالي بتأسيس صحيفة إخبارية تحتَ اسم العراق الأسبوعية كما أنشأ صحيفة ناطِقة بالإنجليزية وهي إلى الأَمام. على مستوى العلاقات الدولية؛ فلدى الحزب الشيوعي العمالي العراقي علاقات جيّدة معَ الحزب الشيوعي العمالي الإيراني. بحلول آذار/مارس من عام 2005؛ قام أعضاء الحزب العمالي العراقي جنبا إلى جنب مع أعضاء المجموعات والأفراد الآخرين بتشكيل مؤتمر حرية العراق بهدف تثبيتت العلمانية والديمقراطية في دولة العراق.

## الأعمال المنشورة
- حنا بطاطو: الطبقات الاجتماعية القديمة والجديدة والحركات الثورية في العراق ، لندن، دار الساقي. 1978 نشرها عام 2004. (ردمك 0-86356-520-4)0-86356-520-4
- سالوشي إلاريو: تاريخ العراق: الحزب الشيوعي العمالي العراقي وحركات اليسار 1923-2004. دار كتب هايماركت (2005) (ردمك 1-931859-14-0)1-931859-14-0

## وصلات خارجية
- الموقع الإنجليزي للحزب الشيوعي العمالي العراقي
- الموقع العربي للحزب الشيوعي العمالي العراقي
- الموقع السابق للحزب الشيوعي العمّالي العِراقي
- موقع منظمة حرية المرأة في العراق